# Ma Ning (arbitre)
Pour les articles homonymes, voir Ma Ning.
Ma Ning (chinois traditionnel : 馬寧 ; chinois simplifié : 马宁 ; pinyin : Ma Níng), né le 14 juin 1979 à Fuxin, est un arbitre chinois de football.

## Biographie
En 2019, il devient un des arbitres officiels de la Fédération de Chine de football.
Le 19 mai 2022, il est sélectionné pour être un des trente-six arbitres de la Coupe du monde de football 2022,,.